# Vliegende Valk (Oud Valkeveen)
De Vliegende Valk is een attractie in Oud Valkeveen en is gemaakt door Sunkid Heege. De attractie is een pendelschommel en wordt ook aangeduid als een kleine shuttle-achtbaan. De attractie werd in augustus 2014 geopend.

## Beschrijving attractie
De Vliegende Valk is een kleine achtbaan van het model Butterfly II XL, geschikt voor kinderen en volwassenen. De baan heeft een hoogte van 7,5 meter en een lengte van 27 meter. Er nemen twee bezoekers plaats in het karretje dat heen en weer schommelt over de U-vormige rails. Het karretje is gemaakt in de vorm van een valk en biedt plaats aan maximaal twee personen.